# Пічник (дніпровський вандал)

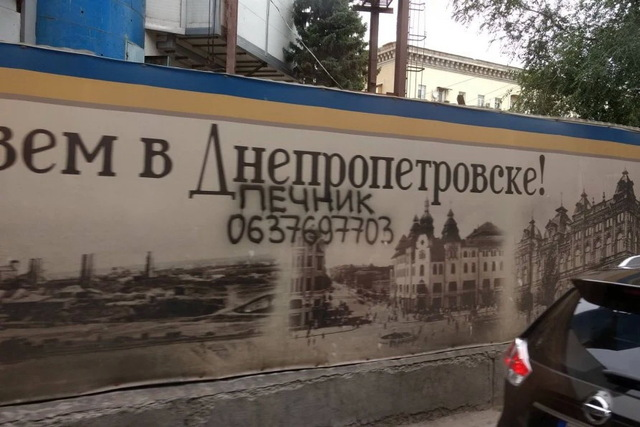
Графіті Пічника на Проспекті Дмитра Яворницького у Дніпрі

«Пічник» (рос. Печник) — прізвисько відомого міського вандала, який протягом багатьох років, зберігаючи анонімність, залишав на будівлях та інших архітектурних формах Дніпра графіті із нелегальною рекламою власних послуг — «Печник 0637697703».
З роками Пічник набув статусу міської легенди та локального мема, привернув увагу української преси. Деякі мешканці Дніпра вважають Пічника символом міста та частиною його культурного коду, «Дніпровським Бенксі». Директор Департаменту благоустрою та інфраструктури Дніпровської міської ради Михайло Лисенко назвав Пічника «одним із найвідоміших мерзотників Дніпра».

## Нелегальна реклама

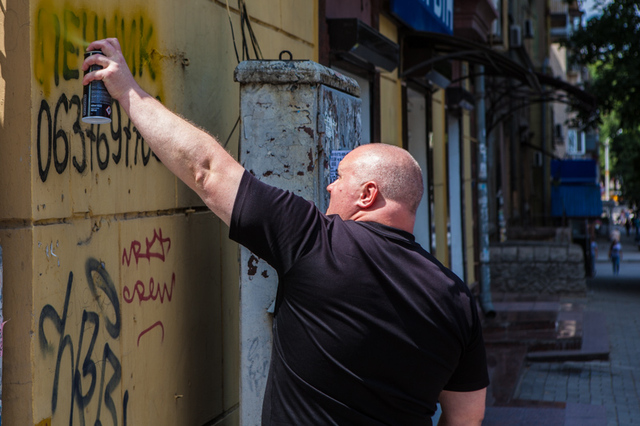
Пічник замальовує власне графіті, 11 червня 2017 року

Починаючи з кінця 2000-х років на вулицях Дніпра масово починають з'являтися надписи чорною фарбою «Печник 0637697703». Вандальні графіті з'являлися повсюдно як на центральних вулицях, так і у спальних районах Дніпра та псували вигляд міста. Це обурювало багатьох жителів, які вимагали від міської влади знайти та покарати Пічника. Як правило, на місці замальованого графіті Пічника незабаром з'являлося нове, що ще більше дратувало містян.

### Встановлення особи Пічника
11 червня 2017 року на особистій Facebook сторінці директора Департаменту благоустрою та інфраструктури Дніпровської міської ради Михайла Лисенка опубліковано відео зі впійманим Пічником, який сидів у нього в кабінеті.
Пресі вдалося встановити, що справжнє ім'я «легендарного Пічника» — Олександр, йому на той момент було 40 років, і він дійсно займається обслуговуванням печей та димоходів, це ремесло перейняв від свого діда. Свої дії виправдовував тим, що мав заробляти гроші аби годувати родину і нічого поганого в партизанській рекламі не бачить.
За позовом Дніпровської міської ради до операторів мобільного зв'язку, усі номери Пічника було заблоковано, а його притягнуто до виправних робіт.
У 2020 році стало відомо, що Пічник більше не проживає у Дніпрі та планує переїхати до Києва.

## У масовій культурі
Пічник як явище став відомим далеко за межами Дніпра та перетворився на своєрідну візитівку міста. У Дніпрі з'явилася лінія одягу, присвячена Пічнику. Також, деякі жителі міста робили татуювання із номером телефону Пічника.
У 2020 році на YouTube каналі «Story Shooters» вийшов короткометражний документальний фільм «Печник 0637697703», який розповідає історію відомого дніпровського вандала.